# Salno (powiat bydgoski)
Salno – (niem. Sallen) wieś w Polsce położona w województwie kujawsko-pomorskim, w powiecie bydgoskim, w gminie Koronowo.

## Podział administracyjny
W latach 1975–1998 miejscowość administracyjnie należała do województwa bydgoskiego.

## Demografia
Według danych Urzędu Gminy Koronowo (XII 2015 r.) miejscowość liczyła 214 mieszkańców.

## Znane osoby
W Salnie w 1910 r. urodził się Franciszek Dachtera, polski duchowny, błogosławiony Kościoła katolickiego, zamordowany w 1944 r. przez hitlerowców.